# Bentille
Bentille is een plaats in de Belgische provincie Oost-Vlaanderen. Alhoewel Bentille het uitzicht heeft van een volwaardig dorp, is het in de geschiedenis van België nooit een zelfstandige gemeente geweest. Het ligt verspreid over het grondgebied van drie gemeenten. Het noordelijke deel ligt in de gemeente Sint-Laureins, meer bepaald in de deelgemeente Sint-Jan-in-Eremo (en een klein stuk in Watervliet), het zuidelijke deel maakt deel uit van de gemeente Kaprijke. Het allerkleinste oostelijke deel maakt deel van de gemeente Assenede, deelgemeente Bassevelde. 
Bezienswaardig is het vlasmonumentje. Jaarlijks is er in september kermis. 
Het milieupark voor zowel de gemeente Kaprijke als Sint-Laureins bevindt zich in Bentille. Evenals de culturele site De Meet. Bentille beschikt bovendien over een goed uitgebouwde basisschool.
Bentille is door de bouw van enkele verkavelingswijken sterk gegroeid. De Warandewijk in de jaren '80 en nog eens twee nieuwe verkavelingswijken ('t Schuurke en de Vlasbloem) in de periode 2010-2020,.

## Bijzondere ligging
De lijn gevormd door een centrumstraat met wisselende naam Bentillestraat-Kerselarenhoek-Kerselaarstraat-Heistraat, is de scheidingslijn tussen de diverse gemeentes. Voor het effectieve centrum is de Bentillestraat de scheidingslijn tussen Sint-Laureins en Kaprijke. Waar deze over gaat in Kerselaarstraat buigt de grens echter af om de Kerselarenhoek heen waardoor het westelijke deel van de Kerselaarstraat geheel op Kaprijks grondgebied ligt. Naar het oosten gaat deze Kerselaarstraat over in Heistraat, de bebouwing ten zuiden hiervan is gemeente Assenede. 
De ruimtelijke structuurplannen vermelden Bentille als woonkern met landelijke bebouwing. Bentille is geen deelgemeente met duidelijk afgebakend grondgebied, maar wel een officiële woonkern. De bewegwijzering vanuit Eeklo vermeldt eerder Bentille dan andere woonkernen in de regio zoals bv. Landsdijk, Sint-Jan-in-Eremo of Waterland-Oudeman, wat de status van het dorp in de omgeving bevestigt.

## Bezienswaardigheden
- Sint-Eligiuskerk

## Natuur en landschap
Bentille ligt op de grens van het Oost-Vlaams poldergebied en Zandig Vlaanderen. Het tracé van de Graaf Jansdijk loopt door Bentille. In het noorden loopt het Leopoldkanaal. In het noordwesten ligt de Bentillekreek. Verdere wateren zijn de Kaprijkse Watergang en het Isabellageleed. De hoogte bedraagt ongeveer 4 meter.

## Nabijgelegen kernen
Kaprijke, Watervliet, Sint-Jan-in-Eremo, Sint-Laureins, Eeklo